# Bombus novus
Bombus novus (saknar svenskt namn) är en insekt i överfamiljen bin (Apoidea) och släktet humlor (Bombus) som lever i Centralasien.

## Beskrivning
Honan har svart huvud, möjligtvis med litet ljusare hår i nacken, gul mellankropp med ett centralt placerat mörkare fält, som kan bestå av några få svarta hår blandat med det gula, men också vara ett större, helsvart område. Hos honorna är de två främsta tergiterna gula; resten kan antingen vara helt svart; färgtypen med ett tydligt svart mittfält på mellankroppen har emellertid ett orange tvärband på den svarta delen av bakkroppen, nära bakkroppsspetsen ( slutet av 4:e och början av 5:e tergiterna). Även den yttersta bakkroppsspetsen är i detta fall orange. Hanarna har mellankroppen snarare gråvit än gul, och den svarta, centralt placerade fläcken är alltid tydligt svart, även om kanterna är diffusa. Även den främsta tergiten är gråvit i stället för gul; de följande två är emellertid gula, följt av en svarthårig, som ibland kan vara uppblandad med ljusare hår. Resten av bakkroppen är orange.

## Ekologi
Humlan är en snylthumla, som saknar arbetare och där drottningen tränger in i andra humlors bon, dödar drottningen och tvingar arbetarna i det övertagna boet att föda upp sin avkomma. Den är en bergsart, som lever i subalpin buskageterräng och kan gå upp till åtminstone 3 700 m. Arten besöker blommande växter som ranunkelväxter, exempelvis stormhattar, gentianaväxter och flenörtsväxter.

## Utbredning
Bombus novus finns i Himalaya, från Kashmir, Himachal Pradesh till Nepal.